# Peugeot 605
 (mai 2023).
Si vous disposez d'ouvrages ou d'articles de référence ou si vous connaissez des sites web de qualité traitant du thème abordé ici, merci de compléter l'article en donnant les références utiles à sa vérifiabilité et en les liant à la section « Notes et références ».
La Peugeot 605 est une berline routière produite par le fabricant français Peugeot entre 1989 et 1999 à 254 461 exemplaires. Elle assura, pendant 10 ans, le haut de gamme Peugeot resté vide pendant trois ans après l'arrêt de la 604 en 1986.
La 605 partage la plate-forme de la Citroën XM. Elle succède à la 505 et se place dans la lignée de l'ancienne 604 arrêté quatre ans auparavant.
Berline classique tricorps typiquement Peugeot, la 605 devait être initialement dessinée par Pininfarina, mais la sortie de la Renault 25 phase 2 pousse Peugeot à sortir son haut de gamme plus vite que prévu et abandonne donc ce projet. On retrouve toutefois une petite touche Pininfarina par l'intermédiaire de la ligne latérale dans la carrosserie, très ressemblante à celle de l'Alfa Romeo 164, dessinée par Pininfarina.
La Peugeot 605 a été commercialisée trop vite et dans la précipitation, ce qui s’est révélé très préjudiciable à la qualité de la voiture. La 605 a très vite acquis une mauvaise réputation en matière de fiabilité, condamnant sa carrière malgré de nombreuses qualités intrinsèques : design, comportement routier, confort et mécaniques de la voiture. Peugeot n'avait donc pas tiré toutes les leçons de l'échec de la 604, qui s’expliquait en partie pour les mêmes raisons.

## Historique
Les constructeurs français généralistes (Citroën, Peugeot et Renault) ont toujours lutté pour s'imposer sur le segment des berlines routières haut de gamme, surtout en dehors de leur pays d'origine, et la 605 ne fait pas exception à la règle. Elle se place en rivale des Opel Omega, BMW série 5 et autres Audi 100.

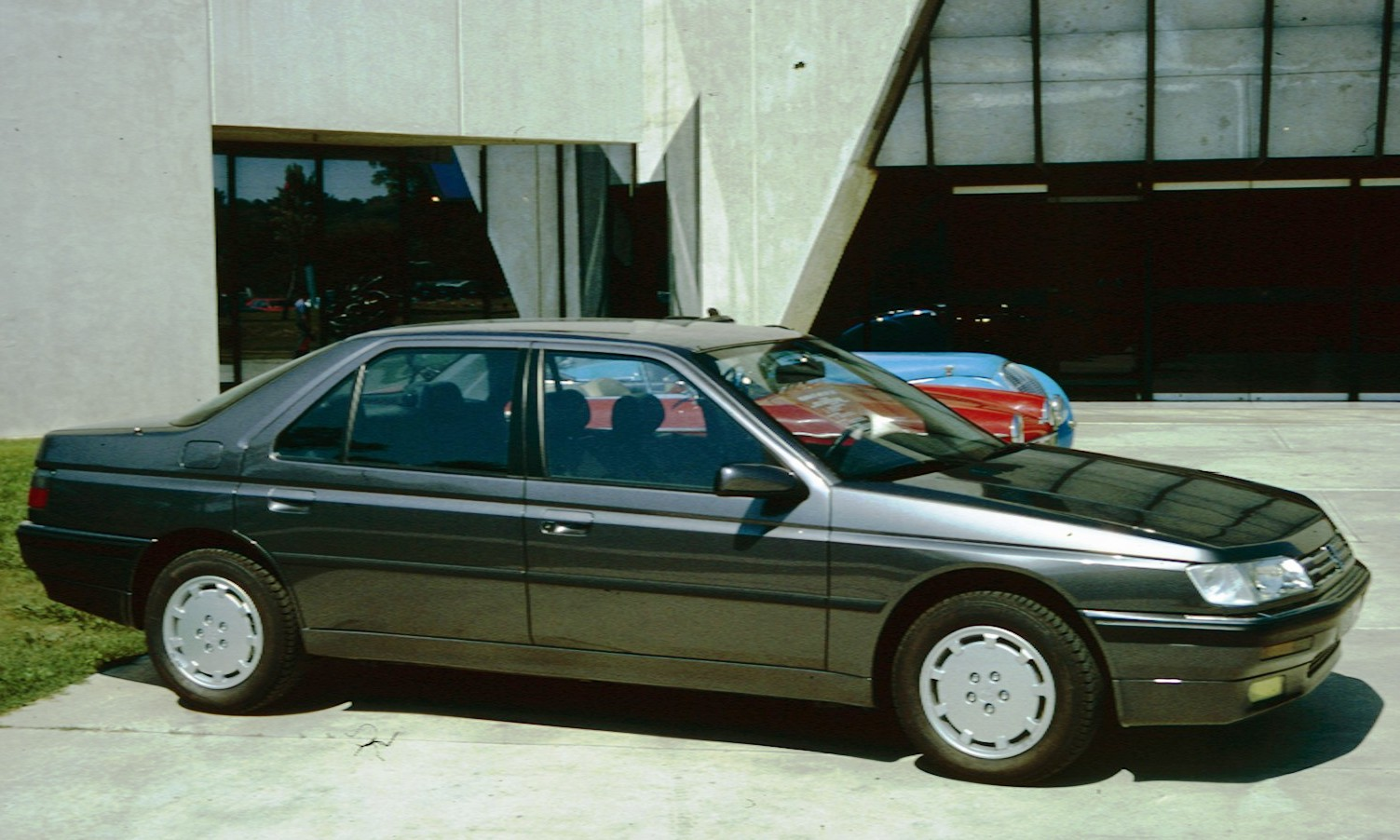
Peugeot 605 phase 1.

Peugeot mise comme souvent sur le classicisme, le confort et les qualités routières, le châssis de la 605 ayant souvent été cité comme faisant partie des références du moment.
Elle connaît des problèmes de fiabilité, en particulier sur ses fonctions électriques, lors de ses premiers mois de commercialisation (problèmes également présents sur les Citroën XM). En effet, par un équipement complet (direction à assistance variable évoluée, sièges électriques chauffants, suspensions pilotées, OBD, etc.), la 605 battait des records de longueur de faisceaux électrique et de câblage. Le bon démarrage commercial de la grande Peugeot est mis en péril et ses défauts de fabrication ne font pas bonne impression auprès de la clientèle de ce marché conservateur et impitoyable dominé par la rigueur des allemandes et le flegme des anglaises. Des campagnes de mise à niveau sont effectuées et un restylage remet la berline au goût du jour. Trop tard, l'étiquette de voiture à problèmes est solidement collée à la 605 qui ne se vendra finalement pas beaucoup.
Toutefois, son excellente plateforme sera en grande partie reprise sur sa remplaçante, la 607.
Dans sa version haut de gamme, elle est motorisée à sa sortie par le « moteur V6 PRV » 12 et 24 soupapes développant respectivement 170 et 200 ch. Ces motorisations lui apportent des performances dignes des meilleures voitures françaises. Le 0 à 100 km/h est effectué en 8,9 s pour la 12 soupapes et 8,4 s pour la 24 soupapes.
Ils sont complétés par des motorisations plus modestes dont le 2 litres de 115 ch (carburateur) ou de 130 ch (injection). Ils seront épaulés en 1993 d'un autre 2 litres de 123 ou 145 ch.
C'est en 1997 qu'arriva le nouveau « moteur V6 ESL » de 194 ch qui officiera ensuite dans la 607.
Les Diesel ne comptent que des quatre cylindres. La gamme comprend un 2,1 litres Diesel atmosphérique de 83 ch de la SLd et le 2,1 litres turbo diesel de 110 ch de la SLdt. Ils seront complétés par un 2,5 turbo de 130 ch en 1995 offrant enfin de bonnes performances aux moteurs Diesel.

La voiture n'a pas connu le succès à cause de la mauvaise réputation des premiers modèles et de la concurrence germanique, leader du segment.

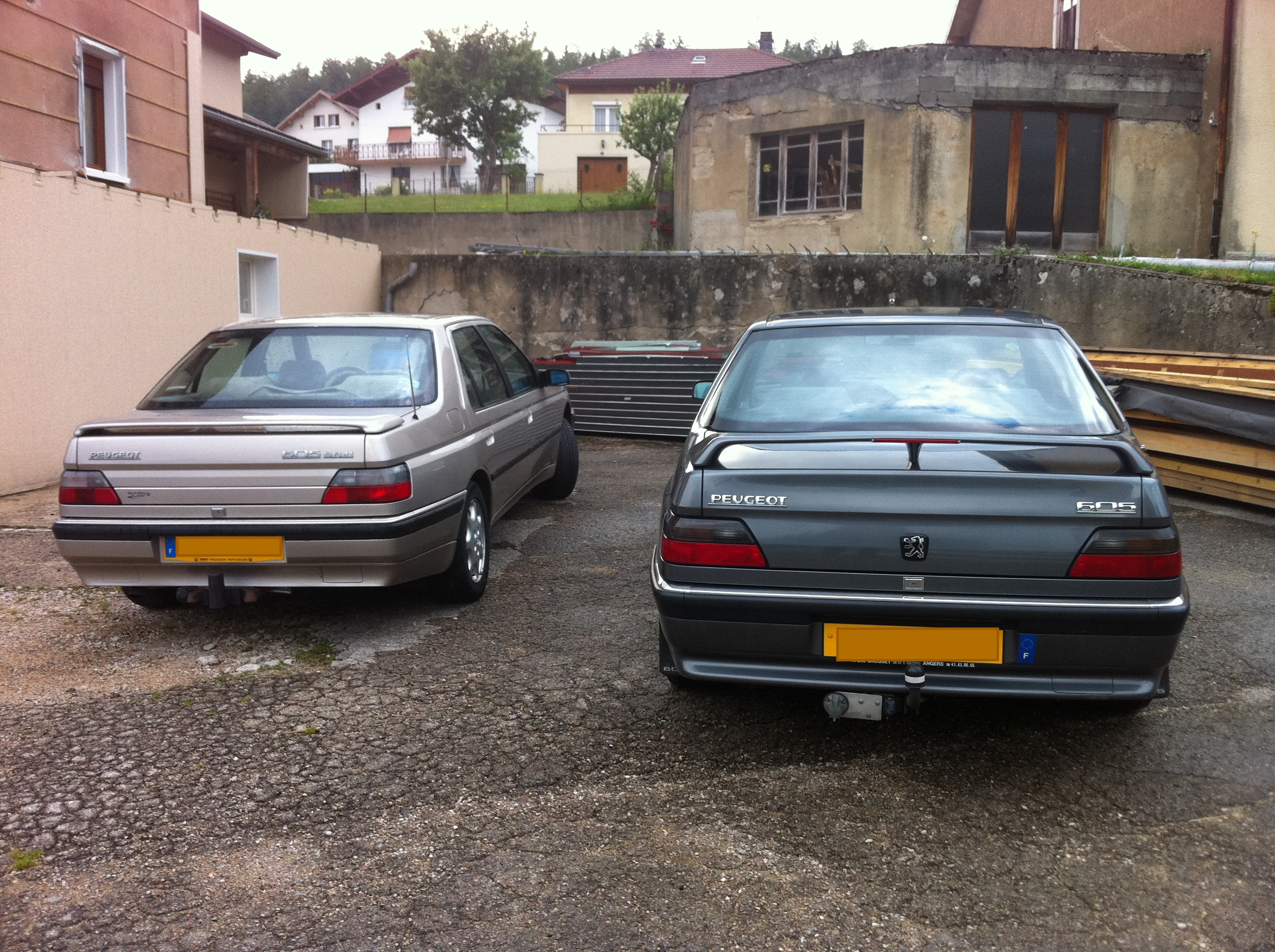
Deux 605 : phase 1 à gauche (1990-1994), phase 2 à droite (1994-1999).

En juillet 1994, en lançant la seconde série avec l’AM (année-modèle) 1995, Peugeot opère plusieurs changements sur la carrosserie, à l'intérieur et sur la mécanique qui modifient le style de l'auto sous certains angles.
La carrosserie de la 605 reçoit un restylage qui va améliorer le style de l’auto. On note des retouches sur les optiques et les boucliers avant et arrière, le retrait de l'autocollant noir sur le montant de la porte avant laissant apparaître le ton carrosserie.
À l'intérieur, le constructeur remplace les boutons de commande du tableau de bord et le volant accueille en série un coussin gonflable de sécurité « airbag », qui deviendra obligatoire en 1998.
Cette seconde série intègre également toutes les modifications apportées aux voitures déjà commercialisées lors du rappel d’envergure de mars 1992 pour corriger les nombreux défauts de fabrication.

## Caractéristiques

### Chaîne cinématique

#### Motorisations

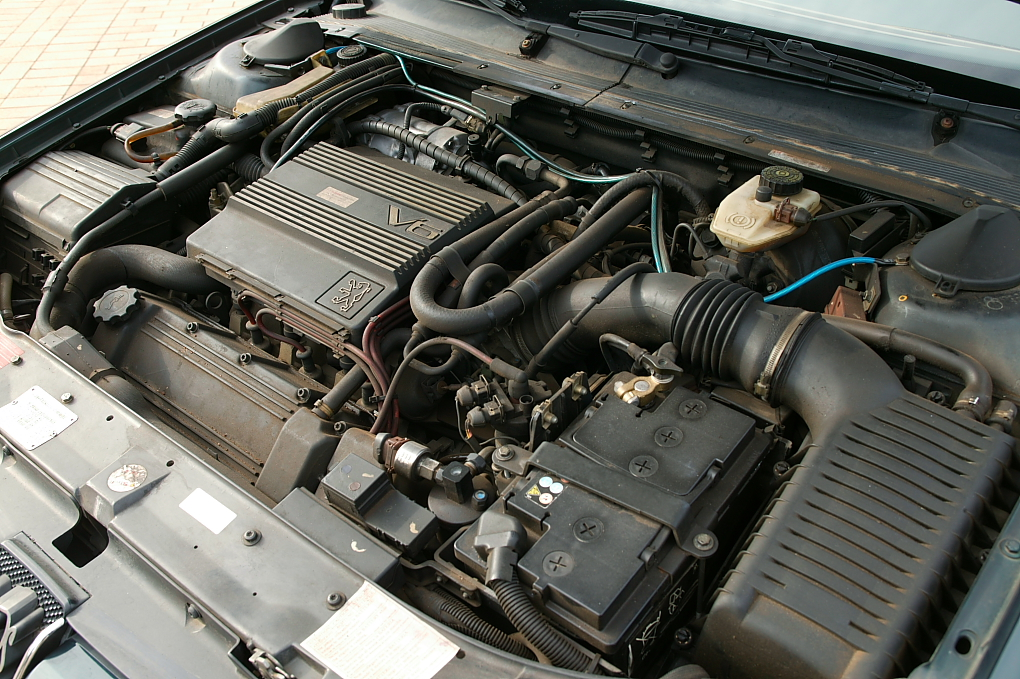
Le « moteur V6 PRV » 12 soupapes de la 605.

Durant sa carrière, la 605 a connu un grand nombre de moteurs et finitions différentes. Au lancement de la berline sont disponibles le moteur 2.0 (sur la finition SL), le 2.0i (sur la SRi), le 3.0 (sur les SR3.0 et SV3.0), le 3.0 24v (sur la SV 24), et enfin le 2.1 Turbo D (sur les finitions SLdt, SRdt et SVdt).

##### Essence
| Finition/Version         | SL                               | SLI/SRI                          | SRI/SVI                          | 2.0 16v                           | 2.0 Turbo SVti / SRti                           | 2.0 Turbo SRti                                  | 3.0 V6                         | 3.0 V6 24v                     | 3.0 V6 24v                     |
| ------------------------ | -------------------------------- | -------------------------------- | -------------------------------- | --------------------------------- | ----------------------------------------------- | ----------------------------------------------- | ------------------------------ | ------------------------------ | ------------------------------ |
| Années de production     | 1989 - 1992                      | 1992 - 1994                      | 1989 - 1992                      | 1994 - 1999                       | 1993 - 1994                                     | 1994 - 1999                                     | 1989 - 1997                    | 1989 - 1997                    | 1997 - 1999                    |
| Moteur                   | 4 cylindres en ligne, 8 soupapes | 4 cylindres en ligne, 8 soupapes | 4 cylindres en ligne, 8 soupapes | 4 cylindres en ligne, 16 soupapes | 4 cylindres en ligne turbocompressé, 8 soupapes | 4 cylindres en ligne turbocompressé, 8 soupapes | 6 cylindres en V, 12 soupapes  | 6 cylindres en V, 24 soupapes  | 6 cylindres en V, 24 soupapes  |
| Code moteur              | XU10 2C                          | XU10 M/Z                         | XU10 M                           | XU10 J4R                          | XU10 J2TE                                       | XU10 J2TE                                       | ZPJ                            | ZPJ4                           | ES9J4                          |
| Type Mine                | 6BR2A2                           | 6BRFZ8                           | 6BR6A2                           | 6BRFV2                            | 6BRGY2                                          | 6BRGX2                                          | 6BSFZ2                         | 6BSKZ2                         | 6BUKZ2                         |
| Cylindrée (cm3)          | 1998                             | 1998                             | 1998                             | 1998                              | 1998                                            | 1998                                            | 2975                           | 2963                           | 2946                           |
| Puissance                | 115 ch (85 kW) à 5 800 tr/min    | 121 ch (89 kW) à 5 600 tr/min    | 128 ch (94 kW) à 5 600 tr/min    | 132 ch (97 kW) à 5 500 tr/min     | 142 ch (104 kW) à 4 400 tr/min                  | 147 ch (108 kW) à 5 300 tr/min                  | 167 ch (123 kW) à 5 600 tr/min | 200 ch (147 kW) à 6 000 tr/min | 190 ch (140 kW) à 6 000 tr/min |
| Couple en Nm             | 165 N m à 2 250 tr/min           | 172 N m à 4 000 tr/min           | 179 N m à 4 800 tr/min           | 180 N m à 4 200 tr/min            | 226 N m à 2 200 tr/min                          | 235 N m à 2 500 tr/min                          | 235 N m à 4 600 tr/min         | 260 N m à 3 600 tr/min         | 267 N m à 4 000 tr/min         |
| 0-100 km/h               | 11 s                             | 12,1 s                           | 10,7 s                           | 10,9 s                            | 10 s                                            | 10 s                                            | 9,7 s                          | 7,9 s                          | 8,6 s                          |
| Vitesse maximale         | 196 km/h                         | 199 km/h                         | 203 km/h                         | 205 km/h                          | 210 km/h                                        | 213 km/h                                        | 222 km/h                       | 235 km/h                       | 235 km/h                       |
| Consommation en L/100 km | 9,9                              | 9,5                              | 8,3                              | 8,7                               | 9,6                                             | 9,6                                             | 10,8                           | 11,4                           | 11,5                           |

##### Diesel
| Finition/Version         | 2.1D                         | 2.1 TurboD                    | 2.5 TurboD                    |
| ------------------------ | ---------------------------- | ----------------------------- | ----------------------------- |
| Années de production     | 1990 - 1994                  | 1990 - 1998                   | 1994 - 1999                   |
| Moteur                   | 4 cylindres en ligne         | 4 cylindres en ligne          | 4 cylindres en ligne          |
| Code moteur              | XUD11A                       | XUD11 ATE                     | DK5ATE/L                      |
| Type Mine                | 6BP9A2                       |                               | 6BTHY2                        |
| Cylindrée (cm3)          | 2138                         | 2088                          | 2446                          |
| Puissance                | 83 ch (61 kW) à 4 600 tr/min | 110 ch (81 kW) à 4 300 tr/min | 129 ch (95 kW) à 5 600 tr/min |
| Couple en Nm             | 147 N m à 2 000 tr/min       | 255 N m à 2 000 tr/min        | 285 N m à 2 000 tr/min        |
| 0-100 km/h               | 17,5 s                       | 11,5 s                        | 13,1 s                        |
| Vitesse maximale         | 170 km/h                     | 190 km/h                      | 205 km/h                      |
| Consommation en L/100 km | 8,8                          | 8,7                           | 9,3                           |

## Peugeot 605 rallye-raid
Un exemplaire d'une Peugeot 605 a été conçu par Philippe Bertin pour participer à des rallye-raid comme le Paris-Dakar ou le Rallye de Tunisie. Il s'agissait d'une coque extérieure de 605 motorisée par un V6 24 soupapes de 220 ch sur un châssis de Mercedes Classe G.

## Ventes
254 505 exemplaires de la Peugeot 605 ont été produits. Tous sont sortis des chaînes de l'usine de Sochaux, sauf 192 exemplaires produits à Vesoul entre 1991 et 1992.
Sur ce total, on compte quasiment 60% d'essence et 40% de diesel. 12,8% des 605 produites étaient équipées d'une boîte automatique.